# ワーナー・ブラザース・ピクチャーズ
ワーナー・ブラザース・ピクチャーズ（Warner Bros. Pictures）は、アメリカの映画製作・配給スタジオであり、ワーナー・ブラザース・ディスカバリー傘下のワーナー・ブラザース・エンターテインメントの旗艦スタジオである。カリフォルニア州バーバンクのワーナー・ブラザース・スタジオに本社を置く。ハリウッドの「ビッグ5」スタジオの一つ。
1923年にハリー・ワーナー、アルバート・ワーナー、サム・ワーナー、ジャック・L・ワーナーによって設立され、自社映画の製作に加え、ワーナー・ブラザース・ピクチャーズ・アニメーション、ニュー・ライン・シネマ、キャッスル・ロック・エンターテインメント、スパイグラス・メディア・グループ（少数株主）などのワーナー・ブラザースの他のレーベルや、様々な第三者のプロデューサーが製作・公開する映画の製作業務、劇場配給、マーケティング、プロモーションを行っている。

## 歴史
1927年、ワーナー・ブラザース・ピクチャーズは、アメリカ系ユダヤ人のワーナー兄弟が、アル・ジョルスン主演の初の「トーキー」映画『ジャズ・シンガー』を発表し、映画業界に革命を起こした。残念なことに、創業メンバーのサム・ワーナーは、この映画のプレミア上映前に亡くなってしまった。1923年から1967年まで、ワーナー・ブラザースは、映画産業に完全に焦点を当てていたため、「Warner Bros. Pictures, Inc.」という社名で知られていた。会社が長年に渡って多様化していくうえで、最終的には現在の親会社名に変更されたが、ワーナー・ブラザース・ピクチャーズは映画製作部門の名前として使われ続けた。

### ワーナー・ブラザース・ピクチャーズ

ロゴは1984年から2019年まで使用された。

同部門は、映画の題材を多様化し、映画公開の観客を拡大するために、2003年3月3日にワーナー・ブラザース・ピクチャーズとして法人化された。2008年に設立されたワーナー・ブラザース・ピクチャーズ・グループの一員となり、ジェフ・ロビノフが初代社長に就任した。2017年には、ニューラインの長年の幹部であるトビー・エメリッヒが社長として参加。2018年1月には会長に昇格した。2018年10月23日、ワーナー・ブラザース・ピクチャーズ・グループの社長であるリン・フランクが新たな機会を求めて退社することが発表された。2019年6月、ワーナー・ブラザース・ピクチャーズはSFスタジオとの間で、スウェーデン、デンマーク、ノルウェー、フィンランドで映画を配給する契約を締結した。
他の多くの映画配給会社と同様に、ワーナー・ブラザース・ピクチャーズは、2020年のCOVID-19パンデミックの際、劇場公開の制限により映画の公開に苦戦した。2020年に予定されていたいくつかの作品を2021年に延期した後、WBは2020年12月に、2021年の全作品を劇場で公開、『ワンダーウーマン 1984』を同月に公開と共にストリーミングサービス「HBO Max」で1カ月間同時に配信するという異例の方法を取ることを発表した。1ヵ月後には、これらの作品は劇場で公開され、その後、通常の公開スケジュールで家庭用メディアで提供されることになる。ワーナー・ブラザース・ピクチャーズは、この計画を発表前に誰にも知らすことがなかったため、ストリーミングを含むこの動きは、製作会社、監督、俳優から批判を受けた。また、ストリーミング・オプションによってギャラが下がるのではないかという懸念もあり、ワーナー・ブラザース・ピクチャーズは、2021年1月までに対象作品の報酬率を変更し、これらの作品のキャストやスタッフに多額のギャラを支払うことになった。
しかし、それも束の間、2021年3月、ワーナー・ブラザースは、スタジオがシネワールド（リーガル・シネマズを運営）と合意したことにより、2022年に当日配信を廃止し、代わりに45日間の劇場独占公開を行うことが発表された。

## 映画ライブラリー

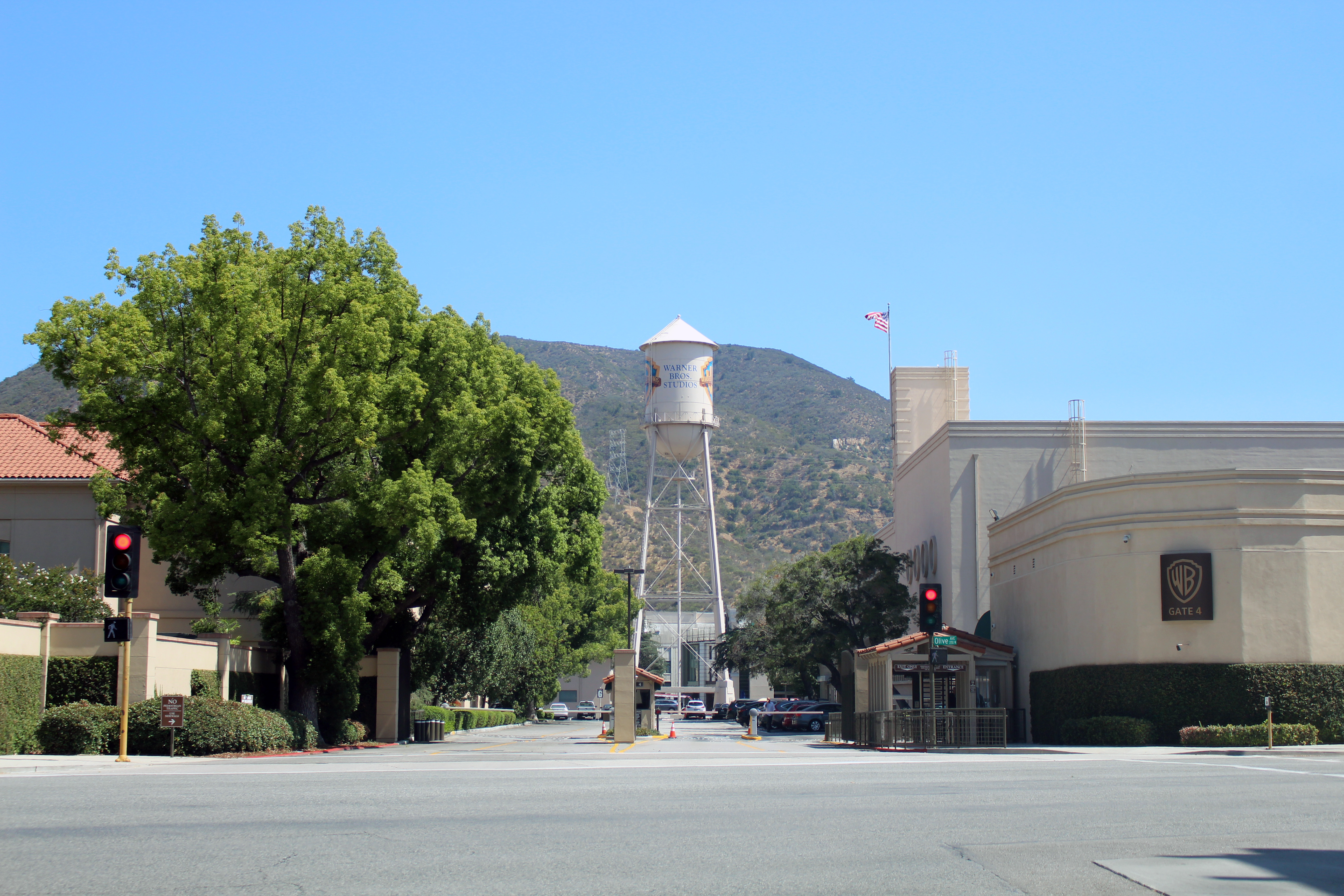
ワーナー・ブラザース・スタジオの第4ゲートから見た南側の給水塔

スタジオ初の実写映画は『My Four Years in Germany』（1918年）、初のアニメーション映画は『Gay Purr-ee』（1962年）。ワーナー・ブラザース・ピクチャーズ・アニメーションが制作したアニメーション映画は、ワーナー・ブラザース映画でも公開されている。同スタジオは、アカデミー賞の作品賞にノミネートされた25作品を公開している。『ディズレーリ』（1929年）、『仮面の米国』（1932年）、『四十二番街』（1933年）、『Here Comes the Navy』（1934年）、『真夏の夜の夢』（1935年）、『風雲児アドヴァース』（1936年）、『ゾラの生涯』（1937年）、『ロビンフッドの冒険』（1938年）、『四人の姉妹』（1938年）、『黒蘭の女』（1938年）、『愛の勝利』（1939年）などが挙げられる。

### 興行収入を多く挙げた作品

ロゴは2019年から2023年まで使用された。

| 順位 | 作品                                             | 年   | 興行収入     |
| ---- | ------------------------------------------------ | ---- | ------------ |
| 1    | ダークナイト                                     | 2008 | $533,720,947 |
| 2    | ダークナイト ライジング                          | 2012 | $448,139,099 |
| 3    | ワンダーウーマン                                 | 2017 | $412,563,408 |
| 4    | ハリー・ポッターと死の秘宝 PART2                 | 2011 | $381,193,157 |
| 5    | THE BATMAN-ザ・バットマン-                       | 2022 | $369,345,583 |
| 6    | ジョーカー                                       | 2019 | $335,451,311 |
| 7    | アクアマン                                       | 2018 | $335,061,807 |
| 8    | IT／イット “それ”が見えたら、終わり。            | 2017 | $330,126,372 |
| 9    | アメリカン・スナイパー                           | 2014 | $325,100,054 |
| 10   | ハリー・ポッターと賢者の石                       | 2001 | $317,871,467 |
| 11   | ホビット 思いがけない冒険1                       | 2012 | $303,003,568 |
| 12   | ハリー・ポッターと謎のプリンス                   | 2009 | $302,089,278 |
| 13   | ハリー・ポッターと死の秘宝 PART1                 | 2010 | $296,131,568 |
| 14   | インセプション                                   | 2010 | $292,576,195 |
| 15   | ハリー・ポッターと不死鳥の騎士団                 | 2007 | $292,137,260 |
| 16   | マン・オブ・スティール                           | 2013 | $291,045,518 |
| 17   | ハリー・ポッターと炎のゴブレット                 | 2005 | $290,201,752 |
| 18   | マトリックス リローデッド                        | 2003 | $281,553,689 |
| 19   | ハングオーバー! 消えた花ムコと史上最悪の二日酔い | 2009 | $277,322,503 |
| 20   | ゼロ・グラビティ                                 | 2013 | $274,092,705 |
| 21   | ハリー・ポッターと秘密の部屋                     | 2002 | $262,233,381 |
| 22   | ホビット 竜に奪われた王国 1                      | 2013 | $258,241,522 |
| 23   | LEGO(R)ムービー                                  | 2014 | $257,784,718 |
| 24   | アイ・アム・レジェンド                           | 2007 | $256,393,010 |
| 25   | ホビット 決戦のゆくえ                            | 2014 | $255,119,788 |

| 順位 | 作品                                          | 年   | 興行収入       |
| ---- | --------------------------------------------- | ---- | -------------- |
| 1    | ハリー・ポッターと死の秘宝 PART2              | 2011 | $1,342,932,398 |
| 2    | アクアマン                                    | 2018 | $1,148,461,807 |
| 3    | ダークナイト ライジング                       | 2012 | $1,084,939,099 |
| 4    | ジョーカー                                    | 2019 | $1,074,251,311 |
| 5    | ホビット 思いがけない冒険1                    | 2012 | $1,021,103,568 |
| 6    | ハリー・ポッターと賢者の石                    | 2001 | $1,006,260,000 |
| 7    | ダークナイト                                  | 2008 | $1,004,934,033 |
| 8    | ハリー・ポッターと死の秘宝 PART1              | 2010 | $977,431,568   |
| 9    | ホビット 竜に奪われた王国 1                   | 2013 | $958,366,855   |
| 10   | ホビット 決戦のゆくえ1                        | 2014 | $956,019,788   |
| 11   | ハリー・ポッターと不死鳥の騎士団              | 2007 | $942,018,451   |
| 12   | ハリー・ポッターと謎のプリンス                | 2009 | $934,546,568   |
| 13   | ハリー・ポッターと炎のゴブレット              | 2005 | $897,099,794   |
| 14   | ハリー・ポッターと秘密の部屋                  | 2002 | $880,225,135   |
| 15   | バットマン vs スーパーマン ジャスティスの誕生 | 2016 | $873,634,919   |
| 16   | インセプション                                | 2010 | $836,836,967   |
| 17   | ワンダーウーマン                              | 2017 | $821,847,012   |
| 18   | ファンタスティック・ビーストと魔法使いの旅    | 2016 | $814,037,575   |
| 19   | ハリー・ポッターとアズカバンの囚人            | 2004 | $796,907,323   |
| 20   | THE BATMAN-ザ・バットマン-                    | 2022 | $770,836,163   |
| 21   | スーサイド・スクワッド                        | 2016 | $746,846,894   |
| 22   | マトリックス リローデッド                     | 2003 | $742,128,461   |
| 23   | ゼロ・グラビティ                              | 2013 | $723,192,705   |
| 24   | IT／イット “それ”が見えたら、終わり。         | 2017 | $701,800,748   |
| 25   | インターステラー                              | 2014 | $701,502,499   |

日本で興行を多く挙げた作品
| 順位 | 作品名                                           | 公開年 | 興行収入（億円） |
| ---- | ------------------------------------------------ | ------ | ---------------- |
| 1    | ハリー・ポッターと賢者の石                       | 2001   | 203.0            |
| 2    | ハリー・ポッターと秘密の部屋                     | 2002   | 173.0            |
| 3    | ラスト サムライ                                  | 2003   | 137.0            |
| 4    | ハリー・ポッターとアズカバンの囚人               | 2004   | 135.0            |
| 5    | マトリックス リローデッド                        | 2003   | 110.0            |
| 5    | ハリー・ポッターと炎のゴブレット                 | 2005   | 110.0            |
| 7    | ハリー・ポッターと死の秘宝 PART2                 | 2011   | 96.7             |
| 8    | A.I.                                             | 2001   | 96.6             |
| 9    | ハリー・ポッターと不死鳥の騎士団                 | 2007   | 94.0             |
| 10   | マトリックス                                     | 1999   | 87.0             |
| 11   | ターミネーター3                                  | 2003   | 82.0             |
| 12   | ハリー・ポッターと謎のプリンス                   | 2009   | 80.0             |
| 13   | ファンタスティック・ビーストと魔法使いの旅       | 2016   | 73.4             |
| 14   | オーシャンズ11                                   | 2002   | 69.0             |
| 15   | ハリー・ポッターと死の秘宝 PART1                 | 2010   | 68.6             |
| 16   | マトリックス レボリューションズ                  | 2003   | 67.0             |
| 17   | ファンタスティック・ビーストと黒い魔法使いの誕生 | 2018   | 65.7             |
| 18   | タワーリング・インフェルノ                       | 1975   | 62.2             |
| 19   | ボディガード                                     | 1992   | 61.0             |
| 20   | グレムリン                                       | 1984   | 54.4             |
| 21   | チャーリーとチョコレート工場                     | 2005   | 53.5             |
| 22   | 硫黄島からの手紙                                 | 2006   | 51.0             |
| 23   | ジョーカー                                       | 2019   | 50.6             |
| 24   | ファンタスティック・ビーストとダンブルドアの秘密 | 2022   | 46.0             |
| 25   | ツイスター                                       | 1996   | 45.3             |